# MAC 24/29
Il Fusil-mitrailleur MAC Modèle 1924 M29 o FM 24/29 è stata la mitragliatrice leggera standard dell'Armée de terre, l'esercito della Francia, dal 1925 agli anni sessanta rimanendo dotazione della Gendarmerie nationale fino al 2000-2006. Era camerata per la munizione francese 7,5 × 54 mm MAS Mod. 1929, equivalente per balistica e potere d'arresto alla successiva 7,62 × 51 mm NATO. Arma robusta ed affidabile, parzialmente ispirata al M1918 BAR, questa mitragliatrice ha servito, praticamente senza interruzioni, per più di 50 anni.

## Storia

### Sviluppo
Dopo la fine della prima guerra mondiale, l'Armée de terre cercò di sostituire il problematico Fusil-mitrailleur Modèle 1915 CSRG, meglio conosciuto come Chauchat. I comandi francesi considerarono di standardizzarsi sull'americano M1918 BAR, ma alla fine richiesero lo sviluppo di un'arma nazionale. La Manufacture d'armes de Saint-Étienne (MAS), una delle fabbriche armiere statali francesi, propose un diretto derivato del BAR, ma la Manufacture d'armes de Châtellerault (MAC) si aggiudicò la competizione con la sua arma, la cui azione si ispirava parzialmente anch'essa a quella del BAR. L'arma venne ideata e progettata dal tenente colonnello Reibel, assistito dall'armaiolo capo Chosse.
Il FM Mle 1924 entrò in produzione alla fine di luglio 1925 e venne impiegato operativamente per la prima volta in Marocco nel maggio 1926. L'arma fu immediatamente ben accolta dalle truppe e preferita, per prestazioni, alla più pesante Hotchkiss Mle 1914. Tuttavia, emersero dei problemi legati alla nuova munizione da 7,5 × 58 mm Mle 1924C. In particolare, l'arma accettava la munizione 7,92 × 57 mm Mauser usata nei fucili Mauser impiegati dalle truppe indigene durante la guerra del Rif del 1920-1926, con risultati disastrosi in caso di più o meno involontario caricamento e sparo. Questa situazione portò allo sviluppo di una munizione leggermente più corta, la 7,5 × 54 mm Mle 1929, diventata nel 1929 munizione standard per tutti i futuri fucili e mitragliatrici leggere francesi. Il Fusil-mitrailleur Modèle 1924 modifié 1929 (FM Mle 1924 M29), camerato per la nuova munizione, venne prodotto in massa a partire dal 1930 in 187.412. Oltre ai pezzi di nuova produzione, 45.530 FM Mle 1924 già in servizio dopo la radiazione del Chauchat vennero ricamerati per accettare la nuova ordinanza.

### Impiego operativo

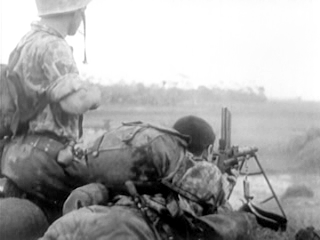
Legionari paracadutisti del 1º REP sparano con una FM 24/29 durante un'imboscata del Viet Minh (1952).

Il FM 24/29 era l'arma automatica di squadra standard a livello della fanteria e della cavalleria francesi all'inizio della seconda guerra mondiale. Dopo la resa della Francia, i tedeschi catturarono una grande quantità di queste armi, che riutilizzarono operativamente fino alla fine della guerra.
Dal 1943, quando l'esercito della Francia libera iniziò ad essere riorganizzato e riequipaggiato dagli Alleati in Nordafrica, il FM 24/29 fu ripreso in servizio dai soldati transalpini che lo ritenevano superiore al BAR.
Il FM 24/29 fu poi il cavallo di battaglia della guerra d'Indocina e servì nelle forze armate francesi fino a dopo la guerra d'Algeria. Negli anni sessanta venne rimpiazzato dalla mitragliatrice general-purpose AA-52, ma era ancora in dotazione alle brigate regionali della Gendarmerie nationale fino al 2000-2006.

## Tecnica
Sia l'originale Mle 1924 che il modificato Mle 1924 M29 avevano entrambi le stesse caratteristiche esterne: bipiede pieghevole, calcio in linea, impugnatura a pistola, caricatore da 25 colpi inserito superiormente e hold open. Vi erano due grilletti separati: il grilletto frontale sparava solo in semi-auto, quello posteriore in full auto. Le protezioni di tutte le aperture contro fango e polvere si dimostrarono eccellenti. Il tiro automatico era limitato ad una cadenza di tiro di 450 colpi al minuto, al fine di consentire un fuoco continuo senza surriscaldare la canna. In generale l'arma era precisa e molto affidabile, ma la canna avvitata al castello (come sul BAR) non consentiva una rapida e semplice sostituzione sul campo come nel britannico Bren. I manuali dell'esercito francese raccomandavano di non superare i 400 colpi di fuoco continuo, dopo di che l'arma necessitava di una pausa di raffreddamento di 10-15 minuti; consigliavano invece di sparare 4-5 caricatori (100-125 colpi), fare una breve pausa, poi ripetere il ciclo, assicurando così prestazioni costanti e periodi di fuoco lunghi.

## Varianti

### FM 24/29D

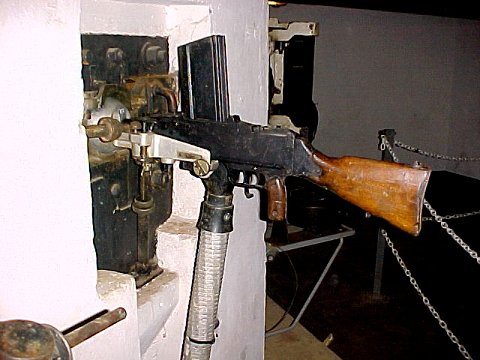
FM 24/29D montata su una feritoia della Linea Maginot.

La FM Mle 24/29D era una versione con canna allungata ed appesantita e passo di rigatura ridotto a 235 mm per tirare una variante con palla pesante (Cartouche 7,5 mm 1933D, da cui la "D" del nome) della munizione standard. Inoltre mancava del bipiede. Nel 1934 vennero trasformate in questa versione 2.512 mitragliatrici standard. L'arma era destinata ad equipaggiare, su diversi tipi di affusti speciali, le casematte della Linea Maginot, dove però fu rapidamente rimpiazzata dalla mitragliatrice Reibel. Dopo la resa della Francia, la Wehrmacht riutilizzò un buon numero di queste armi sulle opere del Vallo Atlantico.

### MAC 1931
La MAC 1931 o Reibel era una versione modificata, con canna più pesante e caricatore a tamburo, inseribile da un bocchettone destro o sinistro a seconda della versione. L'arma sparava solo in completamente automatico, con un rateo di fuoco tarato a 600 colpi al minuto. Fu prodotto dal 1931 al 1940.

### MAC 1934
La MAC 1934 era la versione aeronautica della MAC 1931, sviluppata per l'Aeronautica militare francese, che fino ad allora utilizzava principalmente la precedente Darne Mle 1933.

## Utilizzatori
- Francia: adottato dall'esercito francese nel 1924[3]. Utilizzato anche dalla Gendarmerie Nationale[4].
- Grecia:
- Polonia: versione MAC 1931 utilizzata sui carri Hotchkiss H39 e Renault R35, acquistati nel 1939.[5]
- Germania: esemplari di preda bellica utilizzati; i MAC 24/29 servirono come Leichtes MG 116(f)', i MAC 1931 come Kpfw MG 331(f)[6]; i pochi MAC 24 ancora in circolazione vennero ridenominati Leichtes MG 115(f)[7].
- Svizzera: versione MAC 1931 acquistata dopo la guerra, ricamerata per l'ordinanza 7,5 × 55 mm Swiss ed installata sui carri[8].